# Vụ sát hại Daniel Brophy
Daniel Craig Brophy (27 tháng 6 năm 1954 –  2 tháng 6 năm 2018) là một đầu bếp và là giảng viên ngành nghệ thuật ẩm thực người Mỹ. Ông được được phát hiện đã tử vong tại Viện Ẩm thực Oregon ở Portland, Oregon. Vào ngày 25 tháng 5 năm 2022, vợ ông là Nancy Crampton-Brophy đã bị kết tội giết người cấp độ hai vì gây ra cái chết của ông. Bà lĩnh án tù chung thân.

## Vụ giết người
Sáng ngày 2 tháng 6 năm 2018, Daniel Brophy lên đường đến làm việc tại Học viện Ẩm thực Oregon, nơi ông đang là giáo viên. Các sinh viên đến sau đó và tìm thấy thi thể của ông tại nhà bếp trong tình trạng đã tử vong vì trúng hai phát súng. Cái chết được điều tra là một vụ giết người có chủ đích.

## Điều tra liên quan

### Nancy Crampton-Brophy
Mối nghi ngờ sau đó đã dấy lên vợ ông, bà Nancy Crampton-Brophy (sinh ngày 16 tháng 6 năm 1950). Cha mẹ bà đều là luật sư. Crampton-Brophy sinh ra và lớn lên ở Wichita Falls, Texas. Bà tốt nghiệp Đại học Houston. Bà gặp Daniel Brophy lần đầu sau khi chuyển đến Oregon vào đầu thập niên 1990 và theo học trường Cao đẳng Nghệ thuật Ẩm thực Le Cordon Bleu ở Portland, nơi ông làm việc với tư cách là một giảng viên.
Crampton-Brophy ban đầu khai rằng bà đã dắt đàn chó đi dạo và tắm vào buổi sáng hôm xảy ra vụ việc. Vào năm 2020, các nhà điều tra đã tìm thấy đoạn phim quay camera giao thông cho thấy bà lái xe đến và sau đó rời khỏi trường dạy nấu ăn trong khoảng thời gian 13 phút khi vụ án mạng xảy ra. Crampton-Brophy sau đó thay đổi lời khai và nói rằng bà không còn nhớ gì về chuyến lái xe như vậy, và bà còn cho rằng có khả năng bản thân mình đang đi uống cà phê mà quên mất do căng thẳng với các sự việc trong ngày.

### Xét xử và kết tội
Nancy Crampton-Brophy bị truy tố và đưa ra xét xử vì tội giết chồng vào tháng 4 năm 2022. Crampton-Brophy là tác giả của một số tiểu thuyết tự xuất bản bao gồm The Wrong Husband (tạm dịch: "Người chồng sai trái") và một bài luận trực tuyến có tựa đề "Cách giết chồng", điều này đã làm nổi bật lên sự quan tâm của công chúng và giới truyền thông về vụ giết chồng của bà. Bài đăng trên blog của Brophy về "Cách giết chồng" vẫn còn trên mạng, trong đó bà thảo luận về các phương pháp và động cơ để kết liễu người chồng. Brophy đề cập tới số tiền có thể nhận về và cách dùng súng, dù lưu ý đây là phương pháp giết người "ồn ào và đòi hỏi một số kỹ năng".
Tại phiên tòa xét xử, công tố viên đã tổng hợp một vụ án được xây dựng dựa trên bằng chứng gián tiếp mà họ cho rằng chứng minh Crampton-Brophy là kẻ giết người. Họ lập luận rằng lời khai dối trá về địa điểm của mình vào buổi sáng ngày xảy ra vụ án mạng cho thấy lời khai của bà là không đáng tin cậy. Về động cơ, các công tố viên cáo buộc Crampton-Brophy túng quẫn và giết chồng vì một số hợp đồng bảo hiểm nhân thọ với tổng trị giá khoảng 1,4 triệu USD cũng như quyền sở hữu duy nhất ngôi nhà trị giá 300.000 USD. Bằng chứng pháp y cũng chỉ ra rằng Daniel Brophy đã bị bắn bởi hai viên đạn từ một khẩu súng lục Glock. Cơ quan công tố đã đưa ra bằng chứng cho thấy Crampton-Brophy đã mua một bộ phụ tùng "ghost gun" (một loại súng tư nhân sản xuất) trên mạng. Bà thừa nhận rằng bà đã mua một thanh trượt và một nòng súng cho khẩu súng lục Glock qua eBay. Bà cho rằng việc mua bán đã được thực hiện với sự ủng hộ của chồng, và còn cho rằng bản thân đã đưa khẩu súng cho chồng để bảo vệ mình trong khi tìm nấm và các thành phần của súng là để nghiên cứu về một cuốn tiểu thuyết mới liên quan đến một người phụ nữ đã cẩn thận mua lại các bộ phận của súng.
Nancy Crampton-Brophy bị kết tội giết người cấp độ hai vào ngày 25 tháng 5 năm 2022. Bà lĩnh án tù chung thân vào ngày 14 tháng 6 năm 2022.